# 限定上映

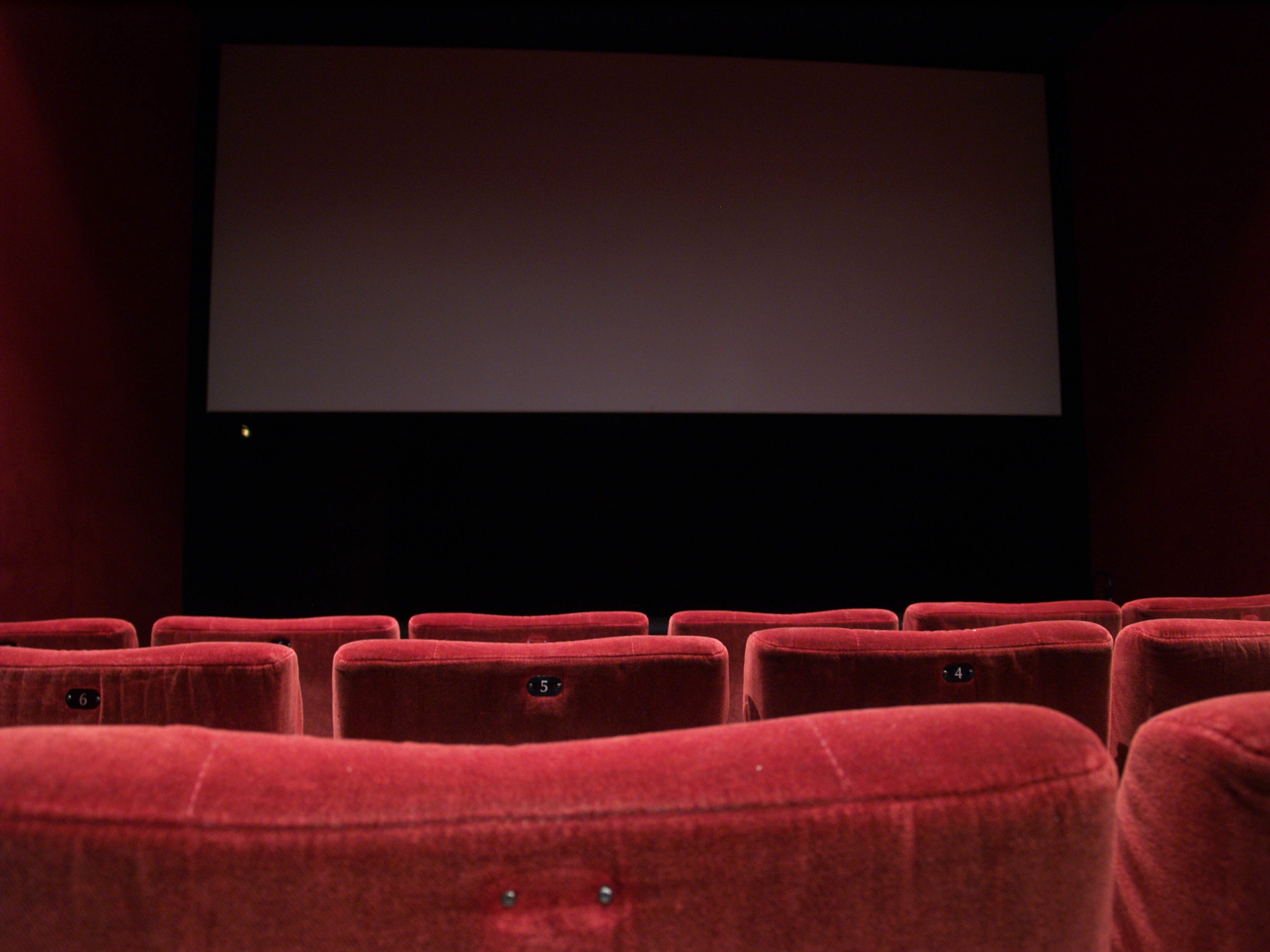
パリのアート映画系映画館のシート

限定上映（げんていじょうえい、Limited theatrical release、時には限定公開とも呼ばれる）とは、新作映画を全国の少数の映画館で公開する映画配給戦略であり、一般的には大都市市場においてアート映画を上映するような小規模な映画館で公開される。
1994年以来、米国とカナダにおける「限定上映」とは、Nielsen EDIによって600館未満の劇場で映画が公開されることと定義されている。日本では、映画館の配給規模ではなく、（期間）限定上映と、上映期間が限定されている意味（主に短期間）で使われる場合が多い。

## 概要
この戦略は、ドキュメンタリー映画やインディペンデント映画、アート映画のような特殊な映画の魅力を評価する目的でよく使われる。映画会社は、かなり期待され、高い評価を得ている作品の、アカデミー賞へのノミネート資格を得るために（アカデミー賞は「劇場公開」された作品に贈られるという規則に則り）、カリフォルニア州ロサンゼルス郡で12月31日やその少し前に、限定上映することが一般的である。また、アカデミー長編ドキュメンタリー映画賞の、ロサンゼルスとニューヨークの両地域で公開を義務付ける規定により、評判の高いドキュメンタリー作品はニューヨークでも同時期に限定上映される。このような作品は、ほとんどの場合、翌年の1月か2月には一般上映が始まる。
例外として、1975年に初上映された『ロッキー・ホラー・ショー』は、現在でも限定的に上映され、映画史上最も長く劇場公開されている作品となっている。

## プラットフォームリリース方式
プラットフォームリリース方式とは、映画をワイドリリース（全国公開の意味）方式よりもかなり少ない劇場（通常は50以下）で上映する限定公開の一種である。映画が口コミで好評を博した場合、マーケティングキャンペーンを活発化させると同時に、徐々に上映館を拡大していく。こうように公開された映画が成功すれば、ワイドリリース方式による全国公開に繋がる可能性さえ出てくる。
この戦略の利点は、映画の興行成績が確立し、配給会社が広告を増やしたり、公開の拡大を推進することを選択する可能性が出てくる時までマーケティング費用を節約できることである。一方、観客動員がうまくいかない場合、配給会社はキャンペーンから撤退し、広告やプロモーションの支出を最小限に抑えることができる。
プラットフォームリリース方式の初期段階では、「総興行収入」ではなく、「劇場/スクリーンあたりの平均興行収入」が重要な指標となる。映画館あたりの平均興行収入が高いアート映画やインディペンデント映画は、より広い範囲での上映に成功する可能性が高いと見なされている。
ただし、このリリース戦略を用いる配給会社は、（限られた）観客が各映画館に散らばり、上映時に場内がガラガラであるように見えてしまうのを防ぐために、初期の段階であまり急速に拡大しないように注意しなければならない。各上映時に場内が空いていると1館あたりの平均が下がり、その結果、映画（のインパクト）が弱く見えることに繋がる可能性が出てくる。

### 賞シーズン
プラットフォームリリース方式は、一般的に賞を受賞するためにスタジオや配給会社が良く使う手法である。そのような手法が採られる映画は通常、まず最大の市場で公開され、観客の盛り上がりや関心の度合いに応じて徐々に展開されていく。このような公開方法は、通常主要な賞レースに合わせて、年末にスケジュールされている。この期間に映画が賞の注目を集めると、批評家の賞賛と強い口コミによって、1スクリーンあたりの平均興行収入が上がり、より多くの劇場に拡大公開されることになる。賞によって作品が注目されることは、広告に費やすための必要な大きな予算を持っていない小さな会社や配給会社にとっては有利に働く。

### 批判
ストリーミング技術によって、映画が地理的な場所に関係なく観客にアクセスできるようになったため、プラットフォームリリース戦略は、専門的な映画を大都市圏に限定して上映していることもあり、時代遅れのモデルであると批判されている。

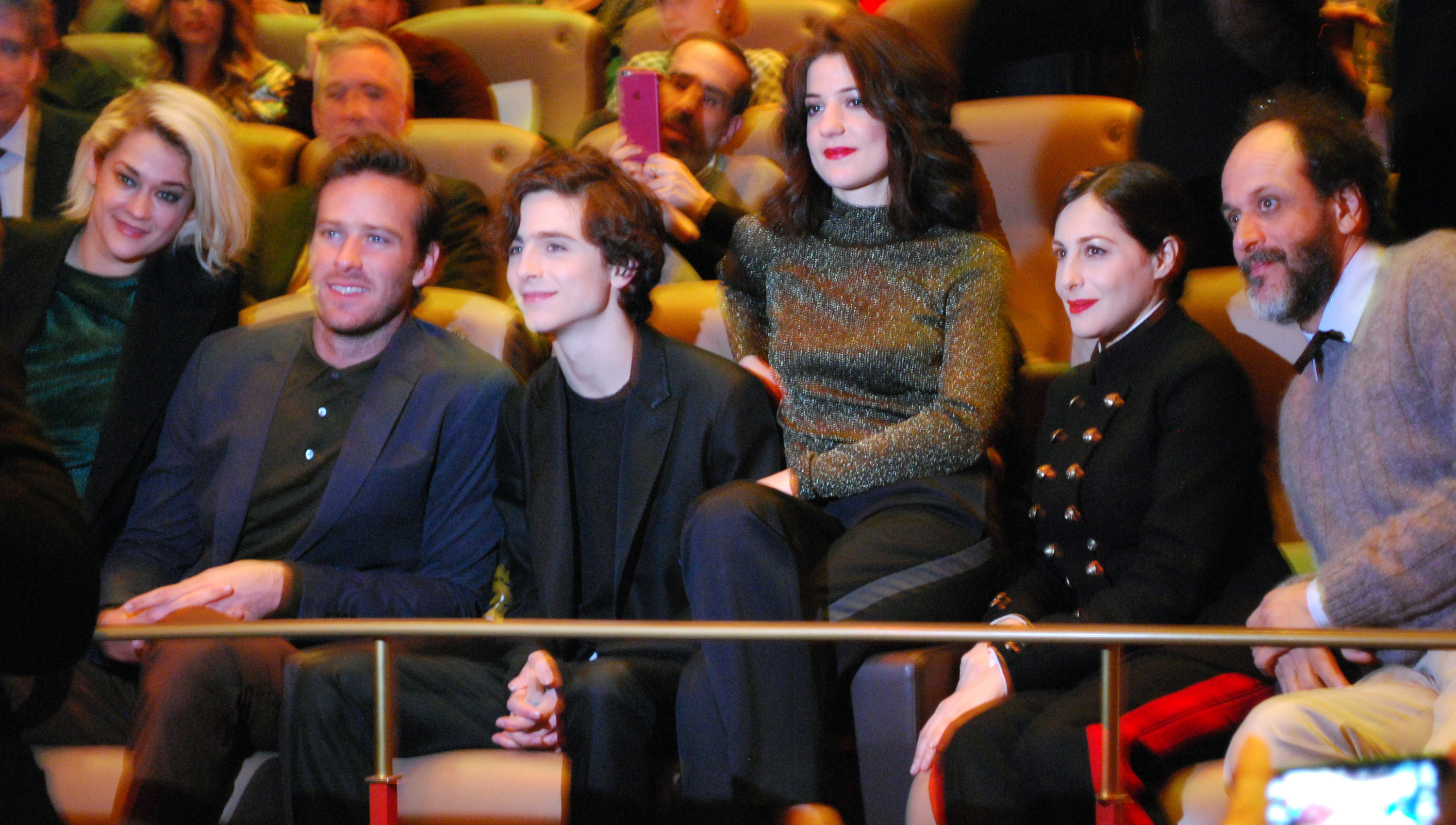
2017年ベルリン国際映画祭での『Call Me By Your Name』出演者たち

顕著な例としては、2017年サンダンス映画祭で初上映され、ニューヨークとロサンゼルスで2017年11月24日に限定上映を開始し、その後、クリスマスに一般上映が始まった、2017年の『君の名前で僕を呼んで』という映画作品がある。この映画作品は、第90回アカデミー賞のノミネート発表の数日前まで、800館での上映に拡大されていた。配給元のソニー・ピクチャーズ・クラシックスは、もっと早く多くの都市での上映に拡大しなかったことで批判を浴びた。ジャーナリストや業界関係者の中には、このような特殊な観客を対象としている映画をすぐに拡大公開へと舵を切ることは、現実的な選択肢ではないとして、この展開を擁護する人もいた。
2021年には、賞の候補となったいくつかの映画（『ベルファスト』や『スペンサー ダイアナの決意』、『フレンチ・ディスパッチ ザ・リバティ、カンザス・イヴニング・サン別冊』）がワイドリリース方式で公開された。
プラットフォームリリース方式からの脱却は、COVID-19パンデミックが映画館に与えた影響とストリーミング時代の結果と考えられている。